# كأس تونس 1992–93
كأس تونس لكرة القدم 1992-1993 هو الموسم رقم 37 منذ الاستقلال وال62 منذ إنشائه من كأس تونس لكرة القدم.

فاز بهذا الموسم الأولمبي الباجي، وجاء ثانيا المستقبل الرياضي بالمرسى.

## روابط خارجية
- الموقع الرسمي للجامعة التونسية لكرة القدم.